# Zale galbanata
Zale galbanata là một loài bướm đêm trong họ Erebidae.